# Ioannis Fetfatzidis
Ioannis 'Giannis' Fetfatzidis (Grieks: Ιωάννης Φετφατζίδης) (Drama, 21 december 1990) is een Grieks voetballer die bij voorkeur als aanvallende middenvelder speelt. Hij verruilde in juli 2015 Genoa CFC voor Al-Ahli. Fetfatzidis debuteerde in 2010 in het Grieks voetbalelftal.

## Interlandcarrière
Fetfatzidis debuteerde op 8 oktober 2010 in het Grieks voetbalelftal, in een EK-kwalificatiewedstrijd thuis tegen Letland (1–0). Zijn eerste interlanddoelpunt maakte hij op 9 februari 2011, in een vriendschappelijke wedstrijd thuis tegen Canada (1–0). Hij maakte deel uit van de selectie voor het Europees kampioenschap voetbal 2012, maar kwam daarop niet in actie. In 2014 werd hij door bondscoach Fernando Santos opgenomen in de selectie voor het wereldkampioenschap voetbal 2014 in Brazilië, waar hij wel speelminuten kreeg.

## Erelijst
| Kampioen Super League | 3x | 2010/11, 2011/12, 2012/13 |
| Beker van Griekenland | 2x | 2011/12 2012/13           |

1 Karnezis ·
2 Maniatis ·
3 Tzavelas ·
4 Manolas ·
5 Moras ·
6 Tziolis ·
7 Samaras ·
8 Kone ·
9 Mitroglou ·
10 Karagounis  ·
11 Vyntra ·
12 Glikos ·
13 Kapino ·
14 Salpigidis ·
15 Torosidis ·
16 Christodoulopoulos ·
17 Gekas ·
18 Fetfatzidis ·
19 Papastathopoulos ·
20 Holebas ·
21 Katsouranis ·
22 Samaris ·
23 Tachtsidis ·
Coach: Santos